# Hồ Galvė
Hồ Galvė là một hồ nước ngọt ở Trakai, Litva. Trong hồ có 21 hòn đảo, và một trong số là nơi tọa lạc của lâu đài nổi tiếng, Lâu đài Trakai, trong khi đó Lâu đài bán đảo Trakai tọa lạc ở bờ phía Nam của hồ. Có tàn tích của nhà thờ Chính thống giáo ở đảo Bažnytėlė. Hồ và hầu hết các hồ khác xung quanh lâu đài và thành phố có những huyền thoại và truyền thuyết kết nối chúng với nhau, trong đó hầu hết là một câu chuyện tình bi thảm. Các hồ và lâu đài do đó cũng cho là bị ma ám.